# Antônio III de Constantinopla
Antônio III de Constantinopla (em grego: Ἀντώνιος Γ´ Στουδίτης), dito Estudita por conta do mosteiro de Estúdio, foi o patriarca de Constantinopla entre 974 e 979 Ele morreu na cidade em 983. Ele defendeu a independência da igreja frente ao estado.

## Biografia
Antônio foi o secretário particular de seu antecessor, Basílio I de Constantinopla. Durante a disputa pelo trono papal travada por Bento VII (974–983) e o Antipapa Bonifácio VII, suspeito de ter assassinado o papa anterior, Bento VI, Basílio apoiou Bento VII. Como o imperador bizantino João I Tzimisces apoiava o adversário, que era hóspede da corte bizantina, Basílio fora deposto e substituído por Antônio.
Contudo, apesar da idade já avançada quando ascendeu, a tenacidade com que Antônio defendeu a jurisdição autônoma da Igreja Ortodoxa, distinta do poder secular do imperador, o colocou em conflito com Basílio II Bulgaróctono. Antônio tentou acabar com a simonia, amplamente praticada para fazer frente aos impostos cobrados pelo Império Bizantino pelas propriedades eclesiásticas. Ele argumentava que este imposto não era devido e, por isso e por ter sido acusado de participar do golpe de Bardas Esclero em 979, foi obrigado a renunciar.
A única obra sobrevivente de Antônio chama-se Monitum ("Admoestação"), onde ele prega aos monges a penitência e a confissão dos pecados, um tratado que se tornou padrão do ascetismo oriental.